# Kućni sastav
Kućni sastav(eng. house band) je skupina glazbenika koja je obično organizirana oko središnje osobe, vođe benda, a redovito sviraju kao sastav. Pojmom se označuje sastave koji rade na zabavnim programima na radiju i na televiziji te na sastave koji su redovni izvođači u noćnim klubovima, posebice jazz i R&B klubovima. Pojam se također može odnositi na skupinu koja svira sesije za određeni snimateljski studio. Kućni sastavi na televizijskim emisijama obično sviraju samo naslovne skladbe umjesto izvornika ili sviraju za vrijeme promidžbenih poruka koje će televizijsko gledateljstvo vidjeti, dok samo gledateljstvo u studiju čuje njihovu cijelu izvedbu.
Poznati kućni sastavi su:
- B.P. Club All Stars, kućni sastav zagrebačkog BP Kluba
- The NBC Orchestra (The Tonight Show), (1954. – 1992.)
- The Roots (The Tonight Show Starring Jimmy Fallon)
- 4 Poofs and a Piano (Friday Night with Jonathan Ross)
- Booker T. & the M.G.s (Stax Records)
- CBS Orchestra (Late Show with David Letterman): vodio ga je Paul Schaffer
- The Funk Brothers (Motown Records)
- MFSB (Philadelphia International Records)
- Branford Marsalis i The Tonight Show Band  (The Tonight Show with Jay Leno, 1992. – 1995.)
- Kevin Eubanks and The Tonight Show Band (The Tonight Show with Jay Leno, (1995. – 2010.)
- Kevin Eubanks and the Primetime Band (The Jay Leno Show same ensemble as above, 2009.)
- Rickey Minor and The Tonight Show Band (The Tonight Show with Jay Leno, 2010. – 2014)
- Max Weinberg and The Tonight Show Band (The Tonight Show with Conan O'Brien)
- The Max Weinberg 7  (Late Night with Conan O'Brien, isti sastav kao gore)
- Jimmy Vivino and the Basic Cable Band (Conan)
- Saturday Night Live Band (Saturday Night Live): vodio ga je Lenny Pickett
- The 8G Band (Late Night with Seth Meyers): vodio ga je Fred Armisen
- Joe Firstman on Last Call with Carson Daly
- Cleto and the Cletones,  (Jimmy Kimmel Live!): vodio ga je Cleto Escobedo III
- Rockapella (Where in the World Is Carmen Sandiego?)
- Big Jim's Penthouse Playas (The Mo'Nique Show) vodio ga je James "Big Jim" Wright
- The House Band (Rock Star)
- Ricky Minor (Don't Forget the Lyrics)
- Clint Velour i the Camembert Quartet (The Late Late Show with Ryan Tubridy, Ireland)

- Reggie Watts & The Late Late Show Band (The Late Late Show with James Corden)